# Maso el Presidente
Tomás Otero, conocido artísticamente como Maso el Presidente, es un rapero y compositor de música urbana cristiana conocido como uno de los principales exponentes de este nicho musical. Inició como parte del dúo Vidas Impartiendo Palabra (VIP) junto a El Chal, lanzando tres producciones hasta su separación en 2004. Como solista, posee cuatro álbumes de estudio y diversos colaborativos producidos por su sello discográfico Un-Sin Records como las sagas Los del Momento y Los 4 Fantástikos junto a Yanuri, Mr. Boy y El Leo Pa.
Luego del lanzamiento de su sencillo «Rambo Sakalabasuka», logró gran reconocimiento dentro de la industria, siendo nominado en diversos premiaciones e interpretada en eventos seculares y cumpliendo lo que expresaba en su letra, "los cristianos vamos a llenar el 'choli'", con el primer evento en el Coliseo de Puerto Rico José Miguel Agrelot de solo música urbana cristiana. Ha formado parte de otros eventos importantes de la industria, como los Premios Arpa y Expolit.

## Carrera musical

### Inicios
Tomás creció en un hogar disfuncional. En su juventud atravesó un vicio de droga que no podía controlar, y componiendo rimas se desahogaba, en muchas ocasiones acompañado de un ritmo de hip-hop que provocaba con sus propias manos en la mesa donde escribía, plasmando soluciones a las diferentes problemáticas sociales que vio en su barrio. Luego de salir de un hogar de rehabilitación y de cumplir una sentencia por el delito de asalto a mano armada, a la edad de 20 años, se enfila al cristianismo.

### VIP: Vidas Impartiendo Palabras (2001-2004)
Comenzó a transmitir su experiencia a través de sus canciones y testificando de la oportunidad que Dios le dio para convertirse en un hombre de bien. En el año 2001, grabó su primera producción junto a El Chal titulada V.I.P., siglas de Vidas Impartiendo Palabra. El dúo tuvo muy buena aceptación, lo cual, motivó a la producción de dos álbumes más, los cuales serían A Precio de Sangre en 2002 y Chapter III en 2004. Este último, contó con la participación especial del Evangelista Internacional Yiye Ávila, los raperos Yanuri (conocido por ser dúo con Don Omar), quien hizo una nueva versión de su sencillo «Cara a cara» junto a Maso, Manny Montes, Orta García, entre otros.
Desde este disco Maso se inició en una nueva faceta como productor bajo el sello Un-Sin Records, comenzando además, una carrera como artista solista, dejando antes recopilatorios como Reggaetón del Cielo y The Best of VIP antes de la separación del dúo.

### Los del Momento y Los 4 Fantástikos (2005-2008)
El primero de sus álbumes producidos sería Los del Momento, colaborativo que contó con gran participación de artistas urbanos como Joel Upperground, Alex Zurdo, El Bima, Travy Joe, Yanuri con una nueva versión de «Escúchame Señor», siendo el primero de los proyectos lanzados este año 2005. Siguió una producción que unió a Maso junto a Yanuri, Leo y Mr. Boy en un solo álbum, bajo el nombre de Los 4 Fantástikos, siendo el primer álbum del cuarteto La Primicia, del cual se desprendió el sencillo «Rambo Sakalabasuka», el cual, sería bien recibido, incluso, llegó a ser sonado en la emisora secular y presentarse en diversos programas televisivos. Este tema hizo historia al convertirse en la primera canción de reggaetón cristiano en sonar en la programación regular de la emisora 1 de reggaetón en el mundo Mix 107.7 FM. Tanto el álbum como el sencillo, serían galardonados en los premios People's Choice Awards Reggaeton and Urban como "Mejor canción cristiana" y "Mejor álbum cristiano". Posteriormente, el sello Un-Sin Records lanzaría una edición especial que incluyó 4 temas inéditos y 6 instrumentales producidos por Lutek. En ese tiempo, recibirían un Praise Music Awards como Mejor grupo de rap / reguetón.
Su primera producción musical como solista llegaría en 2007, titulada Sigo siendo Maso, producida generalmente por Maso y Kaldtronik, y musicalmente por Lutek en colaboración con Kalde, Valentín y Álex El Musicario, y con la participación especial de varios de sus colegas del reggaetón como Cosculluela, Mexicano 777, Rey Pirin, Redimi2; y Mr. Boy, Michael Pratts, Valentín y El Bima, exponentes de su sello disquero. Este álbum sería el ganador de la categoría "Mejor álbum urbano" en los Premios Arpa 2007.
En 2008, participó en la canción «Combinación Perfecta», la única canción que ha logrado reunir a los exponentes más relevantes de la música urbana cristiana como Funky, Manny Montes, Alex Zurdo, Dr. P, Redimi2, Quest y Triple Seven. En ese mismo tiempo, llegaría la tercera producción como Los 4 Fantástikos bajo el nombre de Los Presidentes, reuniendo al mismo cuarteto, y añadiendo nuevos productores al álbum como Echo, Yai, Chuelo y Lutek. El arte visual del disco emulaba el Monte Rushmore con el rostro de los cuatro raperos. Ese año, así como lo había dicho hacía tres años en una de sus canciones, el reguetón cristiano hizo historia en el Coliseo de Puerto Rico José Miguel Agrelot, durante el concierto del sexto aniversario del programa radial Reggaetón Night. Cientos de personas acudieron al evento donde Melvin Ayala, Gerardo Mejía, Redimi2 y Tercer Cielo unieron sus voces, cumpliéndose así la profecía.

### El Presidente (2009-2012)
Con su nombre tomado del álbum anterior, Maso presenta en 2009 un nuevo álbum titulado El Presidente del Reggaetón, el cual sería su primer recopilatorio lanzado por el sello Universal Music México. Posteriormente, llegaría su segundo álbum de estudio titulado Todo X Todo, presentado en Expolit 2011, el cual, contó con la participación de Valentín, El Bima, Cosculluela y producción musical de Jetson El Súper. En ese tiempo, se dio a conocer la noticia de su retiro musical para descansar luego de una década. Sin embargo, en años posteriores participó en sencillos de otros artistas, como «7 en el micrófono» de Redimi2, y apoyaría mediante su sello a nuevos artistas, como el proyecto El Concilio junto a nuevos talentos de República Dominicana, como Rubinsky RBK, Villanova, Blessed 1 Ramírez, entre otros.

### Regreso con álbumes colaborativos (2013-2017)
En 2013, anunciaría que apoyaría a nuevos talentos del género urbano cristiano con álbumes colaborativos, en este caso, llegaron los colaborativos Los del Momento 2 en dos volúmenes, dos años después, el título de los colaborativos sería La Misión de los 12, compuesto por tres volúmenes. En este, Maso participa en algunas canciones, colaborando con Alex Zurdo y Samuel Hernández. En 2017, lanzaría Amor 24/7 sería su último colaborativo, un proyecto con canciones románticas, también, un recopilatorio junto a Ruddy el Capitán titulado ABC Dario Urbano 26, que contendría participaciones de diversos talentos nuevos de Latinoamérica y algunos pioneros como Mr. Chris. En este álbum aparecerían canciones de Maso y Chal nuevamente como dúo, donde anunciaban un regreso con el nombre de proyecto VIP: The Last Chapter.
En ese tiempo, salió en defensa ante las declaraciones de Christian Ponce, conocido como El Sica, quien había expresado que la música de rap cristiano no edificaba a la iglesia. Manny Montes, había respondido a estas opiniones con una canción, prosiguiendo Funky y Dr. P, quienes también opinaron al respecto. Lo último que Maso hizo en este tiempo fue lanzar un sencillo que generó controversias en el género titulado «Yo soy el primero», canción que al final dejaba oír a muchos exponentes de la música urbana apoyando a Maso. Posteriormente, gran parte de este grupo de artistas participarían en una remezcla.

### Reelección 2020 (2020-actualidad)
En el 2020, Maso regresa con el estreno del sencillo y video musical «CoronaVirus» de su nueva producción musical que llevaría por título Reelección 2020. Se ha mantenido colaborando con artistas más nuevos de República Dominicana y Puerto Rico. También lanzó un EP titulado PAKETE CURE (Vol. 1) con otros artistas de Un-Sin, y estilo clásico como los inicios del reguetón.
En 2022, grabó junto a su hijo Carlos, The White Boy, el sencillo "Dios metió su mano".

## Un-Sin Records
Desde el establecimiento del sello discográfico Un-Sin, Maso apoyó, registró y promocionó álbumes de artistas como El Bima, Dr. P, Lutek, L-Gi2, Travy Joe, El Leo Pa, Michael Pratts y Valentin, Rubenski, incluso, álbumes recopilatorios donde estos artistas también participaron, siendo conocidas las sagas VIP (Vidas Impartiendo Palabra), Los del Momento y Los 4 Fantástikos, y la más reciente, La misión de los 12.

## Discografía
| - 2000: Vidas Impartiendo Palabra - 2002: VIP 2: A Precio de Sangre - 2003: Reggaeton del Cielo - 2005: VIP 3: Chapter III - 2006: The Best of VIP - 2007: Sigo siendo Maso - 2009: El Presidente del Reggaetón - 2011: Todo X Todo - TBA: Reelección 2020 | - 2005: Los del Momento - 2013: Los del Momento 2 Vol. 1 - 2014: Los del Momento 2 Vol. 2 - 2015: La Misión de los 12 - 2017: ABC Dario Urbano (junto a Ruddy el Capitán) - 2017: Amor 24/7 - 2020: Pakete Kure Vol. 1 (junto a DJ Big Trueno) - 2005: La Primicia - 2006: Special Edition - 2008: Los Presidentes |

## Premios y nominaciones
- Premios People's Choice Awards 2007 (Puerto Rico) - Mejor álbum urbano por La Primicia  (Ganador)
- Premios People's Choice Awards 2007 (Puerto Rico) - Mejor canción urbana por «Rambo Sakalabasuka»  (Ganador)
- Premios Praise Music (Puerto Rico) - Grupo Rap/ Reggaetón Cristiano del Año por Los 4 Fantástikos  (Ganador)
- Premios Arpa 2007 (Ciudad de México) - Mejor álbum urbano por Sigo siendo Maso  (Ganador)
- Premios Arpa 2007 (Ciudad de México) - Mejor video musical por «Sabe D' Sow» (Nominado)